# مونتن‌دام
مونتن‌دام (به هلندی: Muntendam) یک منطقهٔ مسکونی در هلند است که در منترولده واقع شده‌است. مونتن‌دام ۴٬۵۰۰ نفر جمعیت دارد.